# ثعبان الثور
ثعبان الثور هو ثعبان كبير الحجم غير سام للبشر، ينتشر في غرب كل من  دولة كندا  المكسيك والمناطق الجنوبية من الولايات المتحدة، هذا الثعبان قد يعض الإنسان سريعا  إذا شعر بأي خطر أو تهديد محتمل  لكنه لايحتوي علي أي غدد سمية، وبالتالي فلا يوجد أي اذي اوضرر علي الإنسان، من المدهش والرائع في ذات  الوقت ان ثعبان الثور يساعد الفلاحين في الحفاظ علي محاصيلهم امنة من شر القوارض والفئران وبالتالي فهو صديق قوي للفلاحي
الثدييات الصغيرة، وبالتحديد القوارض، هي الفريسة الرئيسية لثعبان الثور. تشمل الأطعمة المعروفة الفئران والأرانب الصغيرة والطيور وبيض الطيور. هذا النوع لدية قدرة كبيرة في السيطرة على فرائيسة مثل القوارض المدمرة. يقتل ثعبان الثور  فريستة  عن طريق انقباض حولها
اللون بكون  بني أو أصفر مع بقع عديدة تكون  بنية أو سوداء. علامات على طول الظهر والجوانب تكون  سوداء بشكل عام على الرقبة والذيل، والبني يكون  في منتصف الجسم. قد يكون للذيل شرائط فاتحة وداكنة، التزاوج يحدث في شهور  أبريل وأوائل مايو. يتم وضع البيض خلال يونيو أو أوائل يوليو، مع 3-22 بيضة. تضع أنثى ثيران الثيران بيضها في التربة الرملية، وفي الجحور المهجورة، يلتصق البيض ببعضه البعض بعد وضعه. يحدث الفقس في أواخر أغسطس حتى سبتمبر